# Гимнокалициум устрашающеиглый
Гимнокалициум устрашающеиглый (лат. Gymnocalycium horridispinum) — кактус из рода Гимнокалициум.

## Описание
Стебель бочкообразный, короткоцилиндрический, до 8 см в диаметре. Разделяется на 10-13 ребёр, образованных выступающими бугорками. Эпидермис тёмно-зелёный.
Колючки твёрдые и острые, растут из продолговатых ареол и могут быть разделены на боковые и центральные по их расположению. Самые длинные центральные колючки имеют серый цвет, с коричневыми кончиками, прямые, игловидные, могут иметь в длину до 4 см.
Ярко-розовые или бело-фиолетовые цветки, имеющие форму широкой воронки, вырастают из молодых ареол, при полном раскрытии достигают 6 см в поперечнике. Мясистые продолговатые ягоды покрыты чешуйками, полны чёрных семян. Кактус начинает цвести, когда стебель достигает в диаметре 4—5 см.

## Распространение
Вид растёт в аргентинской провинции Кордова на высоте около 1000 метров.

## Синонимы
- Gymnocalycium horridispinum var. achirasense (H. Till & Schutz ex H. Till) H. Till & Schutz 1987;
- Gymnocalycium monvillei subsp. horridispinum (G. Frank ex H. Till) H. Till 1993;
- Gymnocalycium monvillei subsp. achirasense (H. Till & Schutz ex H. Till) H.Till 1993.